# Bernhard Wiese
Bernhard Wiese (* 11. Mai 1909 in Breslau; † 27. August 1982 in Salzgitter) war ein deutscher Gerätebauer und Unternehmer.

## Leben
Bernhard Wiese wurde 1909 in Breslau als Sohn des Feinmechanikermeisters Max Wiese geboren. Dieser hatte 1904 eine Werkstatt für Feinmechanik gegründet und fertigte ab 1910 Druckmesser für die Zuckerindustrie. Das Unternehmen erweiterte sein Lieferprogramm nachfolgend um Projektoren und Kinogeräte, die zum Patent angemeldet wurden. Die Firma Wiese Maschinenbau gehörte zu den Stammlieferanten der Junkers Flugzeug- und Motorenwerke.
Bernhard Wiese durchlief eine Ausbildung zum Feinmechanikermeister und übernahm 1942 die Unternehmensleitung. Nach der kriegsbedingten Zerstörung der Anlagen in Breslau ging die Familie nach Niedersachsen und baute die Firma in Salzgitter-Gebhardshagen ab 1947 neu auf. Wiese erfand mehrere Geräte für die Zuckerindustrie, darunter 1954 das Thermometer Modell BW 54/400 und 1963 ein Plattenfeder-Manometer, und trug damit entscheidend zum Erfolg des Unternehmens bei. Wiese übergab das Unternehmen 1973 an seinen Sohn Rudolf (geb. 1941), der es zu einem Anbieter für feinmechanische Kleinteile ausbaute. Bernhard Wiese starb 1982 im Alter von 73 Jahren in Salzgitter. Die Firma Wiese Maschinenbau wird heute (Stand 2023) in 4. Generation am Standort Salzgitter von Rudolf Wiese jun. geführt.